# Iambia shanica
Iambia shanica là một loài bướm đêm trong họ Noctuidae.